# Gun (игра)
Gun — компьютерная игра 2005 года выпуска в стиле вестерна, разработанная компанией Neversoft и изданная Activision. Геймплей сильно напоминает игру Red Dead Revolver, выпущенную годом ранее. Игра характеризуется крайней жестокостью сцен насилия, обилием кровавых сцен и расчленения. Версия для PSP выпущена под названием Gun Showdown.
Сценарий к игре писал Ренделл Дженсон (он же писал сценарий к «Маске Зорро»). Главного героя озвучил Томас Джейн, также в озвучивании принимали участие Лэнс Хенриксен, Крис Кристоферсон и Рон Перлман.

## Сюжет
Сюжет игры перекликается с известным кинофильмом «Золото Маккенны», представляя собой авантюрный боевик в декорациях Дикого Запада и рассказывая о поиске затерянного золотого прииска, открытого ещё в XV веке испанскими конкистадорами, но впоследствии утраченного.
Действие игры разворачивается в 1880-е годы в штатах Монтана и Нью-Мексико. Протагонист Колтон Уайт и его отец Нед зарабатывают на жизнь охотой. В один из дней, после удачной охоты, Колтон и Нед решают продать добычу и трофеи пассажирам проплывающего по реке парохода «Утренняя звезда». Всё выглядит как простое стечение обстоятельств, однако, поднявшись на борт судна, Колтон замечает, что его отец, судя по всему, заранее условился встретиться на борту с женщиной по имени Сейди. Колтон случайно замечает, что Сейди и Нед обсуждают некий предмет, по всей видимости, представляющий большую ценность. Затем Колтон наблюдает ссору подозрительного пассажира в костюме проповедника с Сейди. Проповедник требует от девушки отдать ему некий загадочный предмет. Получив отказ, он внезапно убивает её томагавком. Дальнейшие события развиваются стремительно — по отмашке Проповедника на пароход нападают неизвестные бандиты в униформе солдат Союза. Проповедник ставит им задачу «найти предмет». В завязавшейся перестрелке Нед получает ранение. Горящий пароход теряет управляемость и несётся к мели. Раненный Нед открывает Колтону тайну — на самом деле он не является его родным отцом, направляет Колтона за дальнейшими ответами в салун «Альгамбра» в Додж-сити и, спасая, выбрасывает его за борт. Котлы судна взрываются, вследствие чего Нед гибнет.
По ходу сюжета постепенно открывается правда об истинных родителях и происхождении Колтона, о том, что загадочный «предмет» с затонувшей «Утренней звезды» — часть так называемого «Креста Коронадо», карты-ключа к золотому прииску. Естественно, за золотом охотятся не только Колтон и его напарники, но и колоритные антагонисты, руководимые бывшим майором армии КША Макгрудером. В сюжете нашлось место всем атрибутам классического вестерна, включая защиту движущегося дилижанса от индейцев, нападение на поезд, штурм укреплённого форта и др. Благодаря насыщенному событиями сюжету, режиссуре кат-сцен, участию в озвучивании профессиональных актёров кино и запоминающемуся, атмосферному музыкальному сопровождению игра получилась кинематографичной.

## Геймплей
Геймплей игры представляет собой экшн-боевик с видом от третьего лица в открытом мире. Передвижение по миру осуществляется при помощи верховой езды на лошадях разной масти. Карта мира имитирует климатические условия американского севера и юга, на ней расположены два города, через которые проходят железнодорожные пути, присутствуют также объекты меньшего размера — хижины, мост, паромная переправа, ранчо скотовода, бандитский форт, пещеры. Существует довольно условная имитация фауны — в горах можно подвергнуться нападению пумы, на пустошах пасутся мустанги и буйволы. Помимо заданий основной сюжетной линии игроку доступны сайд-миссии, в основном — на время — защита города и жителей от разного рода правонарушений, «пони-экспресс» (выполнение поручений, связанных с верховой ездой на время), выпас скота на ранчо, «охота за головами», турнир по покеру.
Игроку доступно самое разное оружие эпохи — от простых шестизарядных револьверов системы «Кольт» до более мощных (по игровым характеристикам). Для каждого типа оружия (револьвер, винтовка, дробовик, снайперская винтовка, индейские луки) существует несколько разных моделей аутентичного оружия. Одновременно игрок может нести сразу несколько видов оружия, включая оружие ближнего боя (нож, томагавк, сабля), «коктейли Молотова» и динамитные шашки. Сюжетные антагонисты располагают более мощным, уникальным оружием и снаряжением (например, более выносливой и сильной лошадью) — после победы над каждым из них игрок забирает его себе и может использовать по своему желанию. В бою у игрока постепенно накапливается счётчик «слоу-мо», который, при использовании, переключает стрельбу из револьверов в замедленный режим от первого лица, позволяя быстро уничтожить большое число врагов. Присутствует возможность стрельбы верхом, из седла, а также возможность затоптать врагов лошадью, поставив её на дыбы. В качестве аптечек в игре используются бутылки виски. Количество таких «аптечек», переносимых единовременно, определяется условной фляжкой игрока, ёмкость которой может быть увеличена покупкой соответствующих улучшений. Глотнув из неё виски, протагонист восполняет шкалу здоровья.
Реализована система улучшений характеристик оружия и персонажа — улучшения можно купить у торговцев в городах. Так, например, купив у торговца нож для снятия скальпов, игрок получает возможность скальпировать раненных противников (данная возможность носит чисто формальный характер и не даёт никаких геймплейных бонусов или трофеев). Заработать деньги игрок может либо выполняя основные и побочные задания, либо разрабатывая найденные в открытом мире золотые жилы (для этого нужно сначала купить у торговца кирку), либо — делая ставки и выигрывая в покер.
По ходу игры изменяется внешний облик протагониста. Это изменение привязано к сюжету и происходит в зависимости от игровой ситуации, связанной с ним. Самостоятельно изменять внешний облик персонажа нельзя.

## Отзывы
| Сводный рейтинг           | Сводный рейтинг | Сводный рейтинг | Сводный рейтинг | Сводный рейтинг | Сводный рейтинг | Сводный рейтинг |
| Издание                   | Оценка          | Оценка          | Оценка          | Оценка          | Оценка          | Оценка          |
| Издание                   | GC              | PC              | PS2             | PSP             | Xbox            | Xbox 360        |
| ------------------------- | --------------- | --------------- | --------------- | --------------- | --------------- | --------------- |
| GameRankings              | 79,65 %         | 76,71 %         | 79,15 %         | 71,69 %         | 79,19 %         | 75,47 %         |
| Metacritic                | N/A             | N/A             | N/A             | N/A             | 79/100          | N/A             |
| Иноязычные издания        |                 |                 |                 |                 |                 |                 |
| Издание                   | Оценка          | Оценка          | Оценка          | Оценка          | Оценка          | Оценка          |
| Издание                   | GC              | PC              | PS2             | PSP             | Xbox            | Xbox 360        |
| Eurogamer                 | N/A             | N/A             | N/A             | N/A             | 7/10            | N/A             |
| GamePro                   | N/A             | N/A             | N/A             | N/A             | N/A             | [ 12 ]          |
| GameSpot                  | N/A             | N/A             | N/A             | N/A             | N/A             | 7,4/10          |
| GameSpy                   | N/A             | N/A             | N/A             | N/A             | N/A             | [ 14 ]          |
| GameTrailers              | N/A             | N/A             | N/A             | N/A             | N/A             | 7,6/10          |
| IGN                       | N/A             | N/A             | N/A             | N/A             | 8,0/10          | N/A             |
| OXM                       | N/A             | N/A             | N/A             | N/A             | 9,5/10          | N/A             |
| Play (UK)                 | N/A             | N/A             | N/A             | N/A             | 8/10            | N/A             |
| X-Play                    | N/A             | N/A             | N/A             | N/A             | N/A             | [ 19 ]          |
| Official Xbox Magazine UK | N/A             | N/A             | N/A             | N/A             | 9/10            | N/A             |

Gun получила положительные отзывы критиков.